# Rock Machine
Les Rock Machine est un groupe de motards hors-la-loi fondé en 1986 par Salvatore Cazzetta au Québec. 
Le 26 septembre 2000, à la suite de pressions de la mafia italienne de Montréal pour mettre fin à la guerre des motards au Québec, Maurice Boucher, chef des Hells Angels locaux, offre au groupe de s'intégrer au sien, mais la méfiance est trop forte dans les rangs des Rock Machine.
Les Rock Machine sont toujours actifs au Canada et au Québec, ainsi que dans plus de vingt pays différents.